# Superman et Loïs
Pour les articles homonymes, voir Superman.
Superman et Loïs (Superman and Lois, stylisé Superman & Lois) est une série télévisée américaine en 53 épisodes de 42 minutes créée par Greg Berlanti, diffusée entre le 23 février 2021 et le 2 décembre 2024 sur le réseau The CW et en simultané sur CTV Sci-Fi Channel au Canada. Bien que les personnages de Clark Kent / Superman et Lois Lane aient été introduits dans la série télévisée Supergirl, il ne s’agit pas d’un spin-off. La série se déroule dans sa propre continuité, sans lien avec cette dernière ou avec l’Arrowverse.
En France, la série est diffusée sur la plate-forme Salto depuis le 3 décembre 2021, puis sur TF1 à partir du 12 juillet 2022, depuis le 2 juillet 2025, la série est disponible en intégralité sur la plate-forme de streaming MAX, et au Québec depuis le 30 janvier 2023 sur Addik. Elle reste inédite dans les autres pays francophones.

## Synopsis
Après des années de luttes sans merci contre les forces du mal à Metropolis, Clark Kent / Superman et Lois Lane font désormais face au plus grand défi de leurs vies : faire face à tout le stress et à la complexité qui accompagnent le fait d’être parents. À la suite du décès de Martha, la mère de Clark, ces derniers décideront de déménager à Smallville avec leurs garçons, Jonathan et Jordan, qui découvriront que leur père est Superman, ce qui bouleversera tout dans la vie des deux adolescents. De retour dans sa ville natale, Clark retrouvera Lana Lang, son premier amour et sa plus vieille amie, mariée au chef des pompiers de Smallville, Kyle Cushing. Tous les deux ont deux filles, la petite Sophie et Sarah, qui se liera d’amour pour Jordan. Ce dernier se révélera posséder les mêmes pouvoirs kryptoniens que son père. La vie de la famille Kent dans l’idyllique Smallville sera bouleversée par l’arrivée du milliardaire Morgan Edge, mêlé à des affaires louches que Lois ne tardera pas à découvrir, et par l’émergence d’un mystérieux étranger déterminé à tuer Superman.

## Distribution

### Acteurs principaux
- Tyler Hoechlin (VF : Thibaut Lacour puis Marc Arnaud)[note 1] : Clark Kent / Kal-El / Superman ; Bizarro (saison 2)
- Bitsie Tulloch (VF : Pamela Ravassard) : Lois Lane
- Alex Garfin (VF : Julien Crampon) : Jordan Kent
- Michael Bishop[4] (VF : Gabriel Bismuth-Bienaimé) : Jonathan Kent (à partir de la saison 3)
- Michael Cudlitz : Lex Luthor (invité saison 3, principal dès la saison 4)[5]
- Erik Valdez (en) (VF : Laurent Maurel) : Kyle Cushing
- Inde Navarrette (VF : Sarah Brannens) : Sarah Cortez (anciennement Cushing)
- Wolé Parks (VF : Sourou Ouadodji) : John Henry Irons / Steel
- Dylan Walsh (VF : Stéphane Roux) : général Sam Lane, commandant du département de la Défense
- Emmanuelle Chriqui (VF : Fily Keita) : Lana Lang (anciennement Lang-Cushing)
- Sofia Hasmik (VF : Edwige Lemoine) : Chrissy Beppo (récurrente saison 1, principale saisons 2 à 4)
- Tayler Buck (VF : Justine Berger) : Natalie Irons (invitée saison 1, principale saisons 2 à 4)

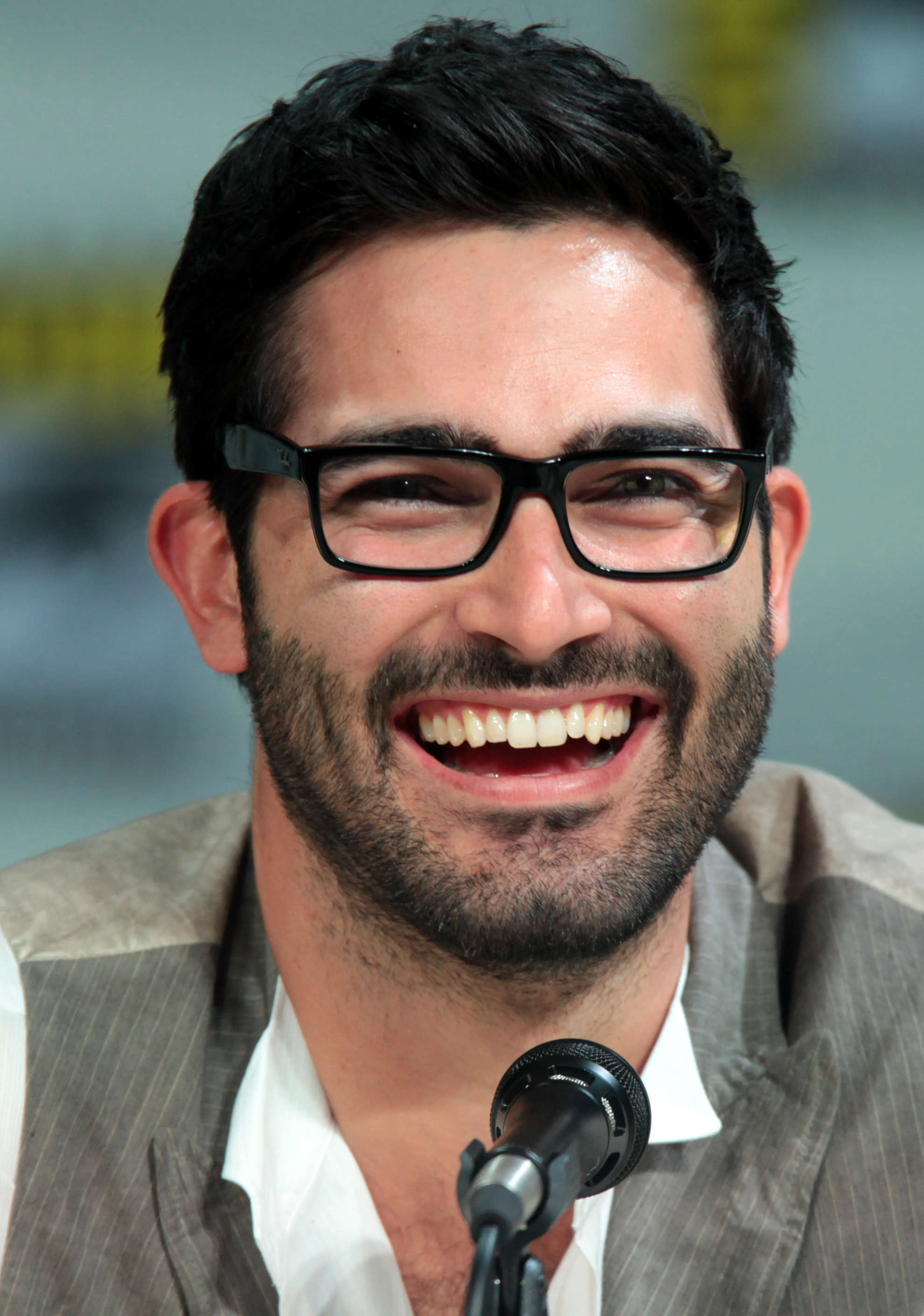
Tyler Hoechlin interprète Clark Kent / Superman
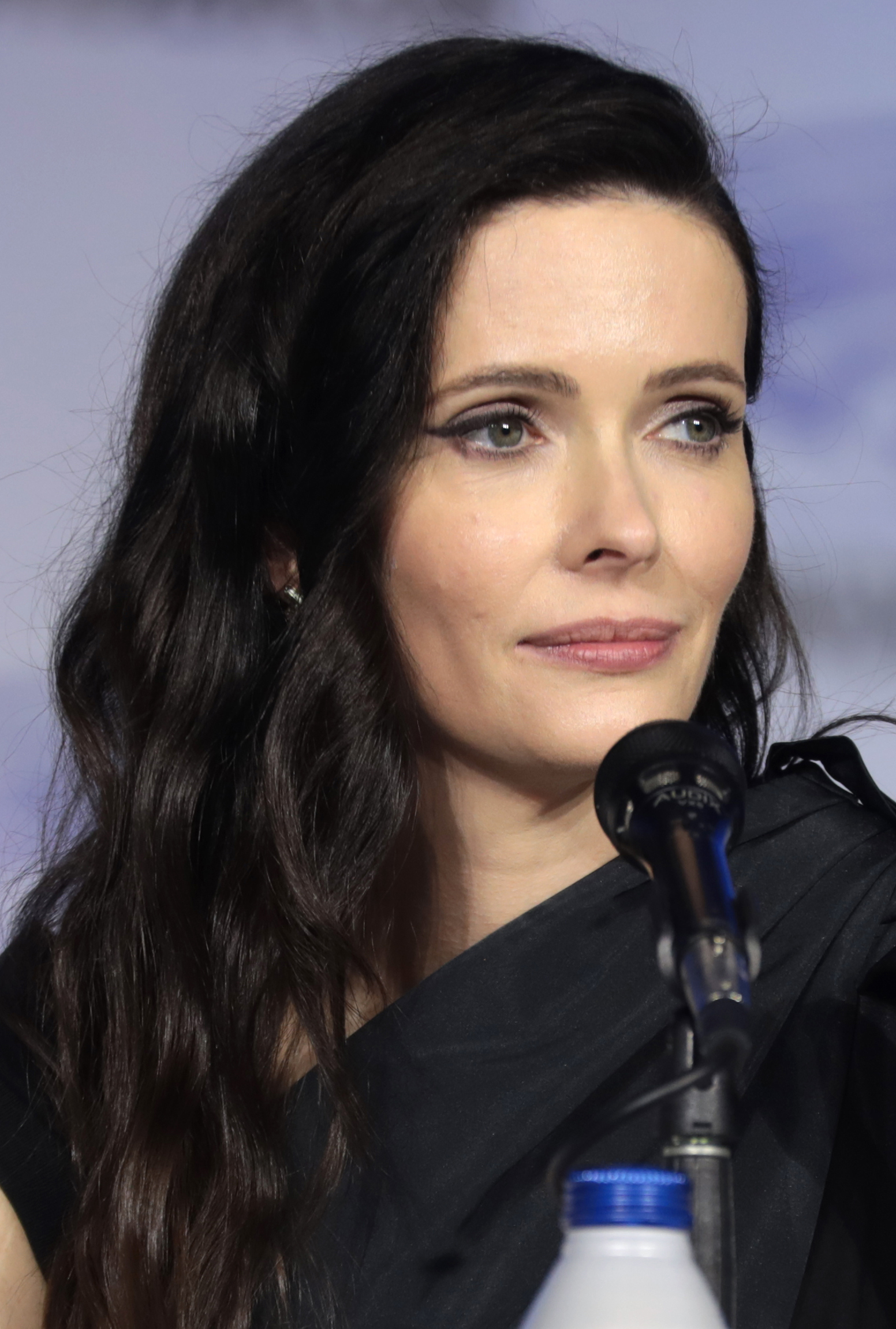
Bitsie Tulloch interprète Lois Lane

### Anciens acteurs principaux
- Adam Rayner (VF : Bernard Gabay) : Morgan Edge / Tal-Rho (principal saison 1, récurrent saison 2)
- Jordan Elsass (VF : Gabriel Bismuth-Bienaimé) : Jonathan Kent (saisons 1 et 2)
- Chad Coleman : Bruno Mannheim[6] (saison 3 invité saison 4)

### Acteurs récurrents
- Joselyn Picard : Sophie Cortez (anciennement Cushing) (récurrente à travers les saisons)
- Danny Wattley (VF : Frantz Confiac) : coach Gaines (récurrent à travers les saisons)
- Wern Lee (VF : Tom Trouffier) : Tag Harris (saison 1 et 2)
- A.C. Peterson (VF : Gabriel Le Doze) : Zeta-Rho (saison 1)
- Ian Bohen (VF : Raphaël Anciaux) : lieutenant-général Mitchell Anderson, commandant du département de la Défense (saison 2)
- Jenna Dewan (VF : Laura Blanc) : Lucy Lane (saison 2 et 3)
- Stephanie Cho : Sergent Erin Wu (saison 2)
- Rya Kihlstedt (VF : Nathalie Homs) : Ally Allston / Parasite (saison 2)
- Samantha Di Francesco (VF : Laure Filiu) : Candice Pergande (saison 2 et 3)
- Mariana Klaveno (VF : Pauline Moulène) : Lara Lor-Van (saison 2 et 3)
- Angel Parker : Dr Darlene Irons (saison 3)
- Spence Moore II : Matteo Mannheim (saison 3)
- Daya Vaidya : Peia Mannheim / Onomatopoeia (saison 3)
- Yvonne Chapman : Amanda McCoy (saison 4)
- Nikolai Witschl : Milton Fine (saison 4)
- Douglas Smith : Jimmy Olsen (saison 4)
- Elizabeth Henstridge (VF : Jessica Monceau) : Elizabeth Luthor (saison 4)

### Invités
- Dylan Kingwell (VF : Sébastien Baulain) : Clark Kent / Superman, enfant (saison 1, épisodes 1, 5 et 11)
- Michele Scarabelli (VF : Évelyne Grandjean) : Martha Kent (saison 1, épisodes 1, 5 et 11)
- Fred Henderson : Jonathan Kent (saison 1, épisode 1)
- Paul Jarrett (VF : Jacques Faugeron) : Perry White (saison 1, épisodes 1 et 11)
- Angus Macfadyen (VF : Michel Papineschi) : Jor-El (saison 1, épisodes 2, 10 et 11)
- Brendan Fletcher (VF : Thierry Wermuth) : Thaddeus Killgrave (saison 1, épisode 4)
- Paul Lazenby : Henry Miller / Atom-Man (saison 1, épisode 11, saison 3, épisode 1 et 9)
- David Ramsey (VF : Namakan Koné) : John Diggle (saison 1, épisode 12 et saison 2, épisode 15)
- Tom Cavanagh : Gordon Godfrey (saison 4 épisode 8)
- David Giuntoli : Jonathan Kent (saison 4 épisode 10)

## Production

### Genèse et développement
En juin 2016, les producteurs de la série télévisée Supergirl annoncent l’arrivée de Superman pour un rôle récurrent. En avril 2017, le créateur et producteur de Supergirl, Greg Berlanti révèle qu’ils n’ont plus le droit d’utiliser le personnage à la suite de son implication dans l'Univers cinématographique DC. Ce n’est qu’en mars 2018 que les producteurs obtiennent de nouveau les droits d’utiliser Superman et son univers dans l'Arrowverse. Le personnage est présent au même titre que Lois Lane dans les crossovers Elseworlds et Crisis on Infinite Earths.
En octobre 2019, la CW annonce le développement d’une série Superman & Lois pour la saison 2020-21. En janvier 2020, la CW annonce avoir commandé directement la série sans passer par la traditionnelle commande d'un pilote. Le pilote sera réalisé par l'ancien showrunner des saisons 4 et 5 de Flash, Todd Helbing.
Le 2 mars 2021, à la suite d’un lancement record pour la chaîne, la CW commande une seconde saison. En mai 2021, la chaîne annonce que la saison 2 sera diffusé en 2022.
Le 22 mars 2022, la CW renouvelle la série pour une troisième saison.
Le 13 juin 2023, la CW renouvelle la série pour une quatrième saison qui sera composée de dix épisodes.

### Distribution des rôles
L’acteur Tyler Hoechlin est choisi dans le rôle de Clark Kent/Superman pour un rôle récurrent dans la saison 2 de Supergirl, rôle qu’il reprendra dans Flash, Arrow, Batwoman et Legends of Tomorrow ainsi que pour deux crossovers événements des séries de l’Arrowverse, Elseworlds et Crisis on Infinite Earths. En novembre 2018, c’est l’actrice Bitsie Tulloch qui est choisie pour incarner Lois Lane dans les séries de l’Arrowverse (sept épisodes de cinq séries différentes).
En février 2020, les acteurs Jordan Elsass et Alex Garfin sont choisis pour incarner les deux enfants de Superman, Jonathan et Jordan Kent.
Le 3 avril 2020, l’acteur Dylan Walsh remplace l’acteur de Glenn Morshower, vu dans la première saison de Supergirl, dans le rôle du général Sam Lane.
Le 7 avril 2020, l’actrice canadienne Emmanuelle Chriqui intègre la distribution dans le rôle de Lana Lang-Cushing. Deux jours plus tard, vient s’ajouter à la distribution Erik Valdez dans le rôle de Kyle Cushing, le mari de Lana.
En décembre 2020, la production annonce que David Ramsey reprendra son rôle de John Diggle pour un épisode. En mai 2021, le showrunner annonce que l’acteur reprendra son rôle pour le douzième épisode.
En juin 2021, l’actrice Sofia Hasmik est promue à la distribution principale de la saison 2 après avoir été récurrente durant la saison 1. En août, l’actrice Keesha Sharp réalisera un épisode, alors que Tayler Buck est aussi promue à la distribution principale. En octobre, la production invite Ian Bohen, Djouliet Amara, ainsi que l’actrice Jenna Dewan qui reprendra son rôle de Lucy Lane, la sœur de Lois, apparue dans Supergirl.
En août 2022, Jordan Elsass quitte la série pour raisons personnelles. Son rôle est recasté.
En juin 2023, la série est renouvelée pour une quatrième saison. The CW annonce sept départs de la distribution principale, dû à la baisse du budget, tout en laissant la possibilité aux acteurs et actrices de revenir en tant que récurrent ou invité suivant leurs envies et disponibilités. Finalement les acteurs gardent leurs statut de personnages principaux sur les épisodes où ils apparaissent.
En mars 2024, les acteurs Yvonne Chapman et Douglas Smith rejoignent la saison 4 de manière récurrente, Chapman interprétera Amanda McCoy et Smith Jimmy Olsen.
En juillet 2024, le co-showrunner Brett Fletcher confirme le retour des anciens acteurs réguliers pour conclure l'histoire de leurs personnages. Le même mois, ils confirment la présence de l'acteur récurrent de l'Arrowverse, Tom Cavanagh dans un rôle inédit pour un épisode qui ne sera pas le final de la série.
En octobre 2024, il est annoncé que l'actrice et réalisatrice Elizabeth Henstridge réalisatrice de plusieurs épisodes de la série, incarnera la fille de Lex Luthor.

### Tournage
Le tournage devait débuter en mars 2020 à Vancouver. Cependant, le planning est bouleversé par la pandémie de Covid-19. En juillet 2020, Warner Bros. Television Studios annonce que les prises de vues débuteront le mois suivant. Il débute finalement le 21 octobre 2020 et devrait se conclure en mai 2021. Il se déroule notamment dans la ville de Surrey,.

### Écriture
En novembre 2020, la scénariste de la série Nadria Tucker a annoncé qu'elle avait été renvoyée de l'émission, affirmant que c'était pour « avoir repoussé des intrigues racistes et sexistes. » Elle a également affirmé qu'elle avait travaillé sur les quinze épisodes de la première saison, mais n'avait été payée que pour treize d'entre eux. Dans un communiqué, WBTV a affirmé que « Warner Bros. Television n'a pas exercé son option de prolonger son [contrat] pour des épisodes supplémentaires » et que « WBTV a été transparente et lui a expliqué pourquoi elle ne retenait pas son option. »

### Fiche technique
Sauf indication contraire, les informations mentionnées dans cette section peuvent être confirmées par la base de données cinématographiques IMDb,  présente dans la section « Liens externes ».
- Titre original : Superman and Lois
- Création : Greg Berlanti et Todd Helbing, d’après les personnages créés par Joe Shuster et Jerry Siegel
- Musique : Blake Neely
- Direction artistique : Gwendolyn Margetson
- Décors : Dan Hermansen
- Costumes : Katrina McCarthy
- Photographie : Gavin Struthers
- Montage : Harry Jiergian
- Production : Greg Berlanti, Geoff Johns et Sarah Schechter

Coproduction : Donald Munro
Production déléguée : Lee Toland Krieger et Todd Helbing
- Sociétés de production : Berlanti Productions et Warner Bros. Television Studios
- Société de distribution : The CW Network
- Pays d’origine :  États-Unis
- Langue originale : anglais
- Format : couleur – 2.20:1 – 16:9 HD
- Genres : Super-héros, drame
- Durée : 42 minutes
- Tous publics ou déconseillé aux moins de 10 ans

## Épisodes

### Première saison (2021)
1. Mon père, ce héros (Pilot, exceptionnellement 60 minutes)
2. Missions et démission (Heritage)
3. Jordan prend son envol (The Perks of Not Being a Wallflower)
4. Le Secret de la mine (Haywire)
5. Un air de fête (The Best of Smallville)
6. Bombes à retardement (Broken Trust)
7. Des mondes différents (Man of Steel)
8. Colères (Holding the Wrench)
9. Le Souffle de glace (Loyal Subjekts)
10. Les Frères ennemis (O Mother, Where Art Thou?)
11. Voyage au centre des souvenirs (A Brief Reminiscence In-Between Cataclysmic Events)
12. Souviens-toi de qui tu es (Through The Valley of Death)
13. Trahi par les siens (Fail Safe)
14. L’Éradicateur (The Eradicator)
15. Le Plus fort d’entre nous (Last Sons of Krypton)

### Deuxième saison (2022)
Elle est diffusée depuis le 11 janvier 2022.
1. Retrouver sa place (What Lies Beneath)
2. Visions troublantes (The Ties That Bind)
3. La Menace (The Thing in the Mines)
4. Toutes les vérités… (The Inverse Method)
5. La Fête des 15 ans (Girl… You'll Be a Woman, Soon)
6. Le Pendentif (Tried and True)
7. La Famille avant tout (Anti-Hero)
8. Le moment est venu (Into Oblivion)
9. 30 jours et 30 nuits (30 Days and 30 Nights)
10. La Famille Bizarro (Bizarros in a bizarro world)
11. Paroles Libérées (Truth and Consequences)
12. Unissons nos forces ! (Lies That Bind)
13. Tout est perdu (All Is Lost)
14. Face à son contraire (Worlds War Bizzare)
15. C'est maintenant ou jamais (Waiting for Superman)

### Troisième saison (2023)
Cette saison de treize épisodes est diffusée depuis le 14 mars 2023.
1. Proches (Closer)
2. Forces incontrôlables (Uncontrollable Forces)
3. De sang-froid (In Cold Blood)
4. Trop près de chez soi (Too Close to Home)
5. Tête haute (Head On)
6. L'esprit sain (Of Sound Mind)
7. Pour toujours et à jamais (Forever and Always)
8. Devine qui vient dîner (Guess Who's Coming to Dinner)
9. La robe (The Dress)
10. Course contre la montre (Collision Course)
11. Complications (Complications)
12. Injustice (Injustice)
13. Ce qui te tue te rend plus fort (What Kills You Only Makes You Stronger)

### Quatrième saison (2024)
Cette quatrième et dernière saison de dix épisodes est diffusée depuis le 7 octobre 2024.
1. La Fin et le début (The End and the Beginning)
2. Un monde sans (A World Without)
3. À jamais mon héros (Always My Hero)
4. Un mariage parfait (A Perfectly Good Wedding)
5. Rompre le cycle (Break the Cycle)
6. En pleine lumière (When the Lights Come On)
7. Un homme comme les autres (A Regular Guy)
8. Une tenue de tueur (Sharp Dressed Man)
9. Vivre et mourir encore une fois (To Live and Die Again)
10. C'est passé si vite (It Went By So Fast)

## Commentaires
La diffusion du pilote est suivie d’une émission spéciale de 30 minutes, Legacy of Hope avec des interviews et un making-of du tournage.
La diffusion du quinzième épisode de la seconde saison confirme que la série se déroule en dehors de la continuité instaurée par l'Arrowverse et la série Supergirl d’où sont issus les personnages principaux. Le showrunner Todd Helbing explique que la décision vient de DC Comics.

## Accueil

### Critiques
Sur Rotten Tomatoes, la première saison a un taux d'approbation de 86% basé sur 44 critiques, avec une note moyenne de 7.6⁄10. Le consensus critique du site se lit comme suit : « Bien que cela puisse être un peu trop réaliste pour certains téléspectateurs, Superman et Loïs puise sa force dans des endroits inattendus - sans lésiner sur l'action - pour tracer son propre chemin dans un univers de super-héros bondé »[réf. nécessaire].
Sur Metacritic, il a un score moyen pondéré de 65⁄100 basé sur 16 avis, indiquant des « avis généralement favorables »[réf. nécessaire].
Sur Allociné, la première saison a un score de 3.9⁄5 basé sur 57 avis des spectateurs. Superman et Loïs obtient de façon générale 3.6⁄5 de la part de la presse (sur la base de 12 avis) et 3.7⁄5 des spectateurs (sur 358 avis).

### Audiences

#### Aux États-Unis
La note de l'épisode pilote est de 1,75 million de téléspectateurs est la deuxième meilleure première de toutes les séries The CW depuis le début de Batwoman en octobre 2019 avec 1,86 million de téléspectateurs. La première sur BBC One a attiré une audience de 2,75 millions de foyers.

##### En France
En France, la série est diffusée sur la plate-forme Salto depuis le 3 décembre 2021, puis sur TF1 à partir du 12 juillet 2022.
Les audiences ont plutôt bien débuté avec 2,74 millions de téléspectateurs, mais ont dégringolé au fil de la diffusion de la saison en chutant à 556 000 téléspectateurs pour le dernier épisode (l'heure de programmation a dû influer sur les audiences),. Ce sont des audiences assez décevantes pour la première chaine de France, tant et si bien qu'on peut de se demander si la saison 2 sera elle aussi programmée en prime-time.
| Épisode | Diffusion       | Diffusion     | Audience moyenne          | Audience moyenne | Audience moyenne | Classement des audiences | Réf(s). |
| Épisode | Jour            | Horaire       | Nombre de téléspectateurs | Part de marché   | Part de marché   | Classement des audiences | Réf(s). |
| Épisode | Jour            | Horaire       | Nombre de téléspectateurs | (4 ans et plus)  | (FRDA-50)        | Classement des audiences | Réf(s). |
| ------- | --------------- | ------------- | ------------------------- | ---------------- | ---------------- | ------------------------ | ------- |
| 1       | 12 juillet 2022 | 21:10 - 22:15 | 2 740 000                 | 15,9 %           | 29,5 %           | 2e                       | ,       |
| 2       | 12 juillet 2022 | 22:15 - 23:20 | 2 240 000                 | 16,9 %           | 30,1 %           | 2e                       | ,       |
| 3       | 12 juillet 2022 | 23:20 - 00:25 | 1 540 000                 | 20,7 %           | 30,7 %           | 1er                      | ,       |
| 4       | 19 juillet 2022 | 21:10 - 21:55 | 2 260 000                 | 12,3 %           | 20,2 %           | 3e                       | [ 49 ]  |
| 5       | 19 juillet 2022 | 21:55 - 22:50 | 1 750 000                 | 10,7 %           | 20,2 %           | 3e                       | [ 49 ]  |
| 6       | 19 juillet 2022 | 22:50 - 23:35 | -                         | -                | -                | -                        | [ 49 ]  |
| 7       | 2 août 2022     | 21:10 - 22:00 | 1 810 000                 | 10,9 %           | 21,5 %           | -                        | [ 50 ]  |
| 8       | 2 août 2022     | 22:00 - 22:50 | 1 460 000                 | 10,1 %           | -                | -                        | [ 50 ]  |
| 9       | 2 août 2022     | 22:50 - 23:20 | 1 030 000                 | 11,1 %           | -                | -                        | [ 50 ]  |
| 10      | 2 août 2022     | 23:20 - 00:25 | 865 000                   | 15,8 %           | -                | -                        | [ 50 ]  |
| 11      | 9 août 2022     | 21:10 - 21:55 | 1 730 000                 | 10,3 %           | -                | -                        | [ 47 ]  |
| 12      | 9 août 2022     | 21:55 - 22:50 | 1 470 000                 | 9,6 %            | -                | -                        | [ 47 ]  |
| 13      | 9 août 2022     | 22:50 - 23:40 | 1 060 000                 | 10,9 %           | -                | -                        | [ 47 ]  |
| 14      | 9 août 2022     | 23:40 - 00:30 | 620 000                   | 12,3 %           | -                | -                        | [ 47 ]  |
| 15      | 10 août 2022    | 00:30 - 01:25 | 556 000                   | 16,5 %           | -                | -                        | [ 47 ]  |

Légende :
- plus hauts scores d'audiences
- plus bas scores d'audiences

#### Saison 2
La première de la saison 2 a été la première la plus regardée pour une série The CW pour la saison 2021-2022, en plus d'être la première la plus regardée de la chaîne depuis Kung Fu en avril 2021.

## Liens de bande dessinée
DC Comics a publié Earth-Prime, un événement comique en six numéros se déroulant entièrement dans l'univers des émissions de super-héros de DC. Chacun des cinq premiers numéros met en lumière une série de super-héros CW / DC différente, le sixième numéro servant de finale croisée. La série de bandes dessinées est considérée comme faisant partie du canon des émissions de télévision de super-héros. Earth-Prime # 2 présente Superman & Lois, écrit par Adam Mallinger, Jai Jamison et Andrew Wong avec des illustrations de Tom Grummett et Norm Rapmund et est sorti le 19 avril 2022. La bande dessinée comprend Clark / Superman et Lois essayant de célébrer leur premier anniversaire de mariage, Clark se souvenant de son père Jonathan le jour de la fête des pères et l'histoire d'origine du Superman de la Terre sans nom de John Henry Irons.

## Distinctions
- Saturn Awards 2022 : Meilleure série de science fiction